# Niekończąca się opowieść III: Ucieczka z krainy Fantazji
Niekończąca się opowieść III: Ucieczka z krainy Fantazji (ang. The NeverEnding Story III: Escape from Fantasia, niem. Die unendliche Geschichte III: Rettung aus Phantasien) – anglojęzyczny film fantasy produkcji niemiecko-amerykańskiej z 1994 roku w reżyserii Petera MacDonalda. Film jest sequelem produkcji Niekończąca się opowieść II: Następny rozdział z 1990 roku.

## Fabuła
Ojciec Bastiana ponownie się żeni. Teraz do kłopotów należy także dołączyć nową przyrodnią siostrę – Nicole. W nowej szkole zaś Bastian ma problemy ze szkolnym gangiem, dowodzonym przez Slipa. Bastian ukrywając się w bibliotece, odnajduje tam swą ukochaną książkę - Niekończącą się opowieść. Wkrótce przenosi się do Fantazji. Nie wie jednak, że Slip także odkrył książkę, ale i jej potęgę. Wkrótce będzie chciał dostosować Fantazję do swoich potrzeb.

## Obsada
- Jason James Richter – Bastian Baltazar Bux
- Melody Kay – Nicole Baxter
- Kevin McNulty – Barney Bux
- Tracey Ellis – Jane Baxter-Bux
- Jack Black – Slip
- Ryan Bollman – Dog
- Carole Finn – Mookie
- Nicole Parker – Zła #1
- Adrien Dorval – Zły #2
- Freddie Jones – 
  - pan Koreander,
  - Starzec z Błędnych Gór
- David Forman – mały Pożeracz Skał
- Gary Martin – 
  - mały Pożeracz Skał (głos),
  - Pożeracz Skał (głos)
- Gordon Robinson – Falkor
- William Hootkins –
  - Falkor (głos),
  - Drzewny Troll (głos)
- Kaefan Shaw – Drzewny Troll
- Tony Robinson – Engywook
- Moya Brady – Urgl
- Julie Cox – cesarzowa Fantazji
- Thomas Petruo – Bighead
- Frederick Warder –
  - Pożeracz Skał,
  - sprzedawca
- William Todd Jones – żona Pożeracza Skał
- Mac Macdonald – żona Pożeracza Skał (głos)
- Danu Anthony – Samantha
- Ruth Nichol – matka Samanthy
- Shirley Broderick – pani Koreander
- Andrea Nemeth – Rachel
- Mark Acheson – woźny

## Wersja polska
Wersja polska: Studio Opracowań Filmów w Warszawie

Reżyseria: Miriam Aleksandrowicz

Dialogi: Grażyna Dyksińska-Rogalska

Dźwięk: Jerzy Januszewski

Montaż: Halina Ryszowiecka

Kierownik produkcji: Andrzej Oleksiak

Udział wzięli:
- Jan Aleksandrowicz – Bastian Baltazar Bux
- Dominika Sell – Nicole Baxter
- Andrzej Grabarczyk – Barney Bux
- Krystyna Kozanecka – Jane Baxter-Bux
- Tomasz Jarosz – Slip
- Jacek Bończyk – Dog
- Edyta Jungowska –
  - Mookie,
  - Zła #1
- Jacek Jarosz – pan Koreander
- Joanna Wizmur – mały Pożeracz Skał
- Krzysztof Kołbasiuk – Falkor
- Jacek Czyż – Korowy Troll
- Andrzej Gawroński – Engywook
- Ewa Kania – Urgl
- Anna Kowal – cesarzowa Fantazji
- Zdzisław Tobiasz – 
  - Starzec z Błędnych Gór,
  - Bighead
- Jan Janga-Tomaszewski – Pożeracz Skał
- Teresa Lipowska – żona pożeracza Skał
- Agata Gawrońska – 
  - Samantha,
  - sprzedawczyni
- Miriam Aleksandrowicz – 
  - matka Samanthy,
  - zwierzęta
- Tomasz Grochoczyński – woźny
- Anna Apostolakis – sprzątaczka
- Włodzimierz Bednarski